# Temps ordinaire
Pour les articles homonymes, voir Ordinaire.
Le temps ordinaire, parfois appelé temps de l'Église, est un temps liturgique représentant une fraction de l'année liturgique catholique. Il s'agit de la période obtenue en retranchant les temps forts que sont l'Avent et le temps de Noël d'une part, le Carême et le temps de Pâques d'autre part. L'expression latine qui le désigne officiellement est le tempus per annum (le temps le long de l'année).   
En 2022, le premier cycle du temps ordinaire a lieu du 9 janvier au 1er mars puis le second cycle du 7 juin au 26 novembre. 

## Organisation du temps ordinaire

### Numérotation des dimanches
On compte habituellement 34 dimanches dans le temps dit ordinaire, répartis en deux périodes. 
La première période commence avec la fête du Baptême du Christ, qui suit l'Épiphanie et marque la fin du temps de Noël. Elle s'achève à la veille du mercredi des Cendres qui est le début du Carême. La seconde période de temps ordinaire  débute après la Pentecôte et se poursuit jusqu'à la fin de l'année liturgique, la nouvelle année démarrant avec le premier dimanche de l'Avent. 
Les dimanches du temps ordinaire sont toujours numérotés de 1 à 34, avec éventuellement un saut d'une unité entre les deux périodes du temps ordinaire s'il n'y a que 33 dimanches en tout. Ainsi, pour l'année 2010, il y a six dimanches du temps ordinaire entre le temps de Noël et le Carême, et la semaine après Pentecôte est appelée 8e dimanche du temps ordinaire, le numéro 7 n'étant pas attribué.
Bien que ce temps soit dit « ordinaire », il reste un temps ou le Dimanche est jour de messe obligatoire, et le vendredi jour de pénitence (jeûne et prière) comme c'est le cas toute l'année. 

### Couleurs liturgiques

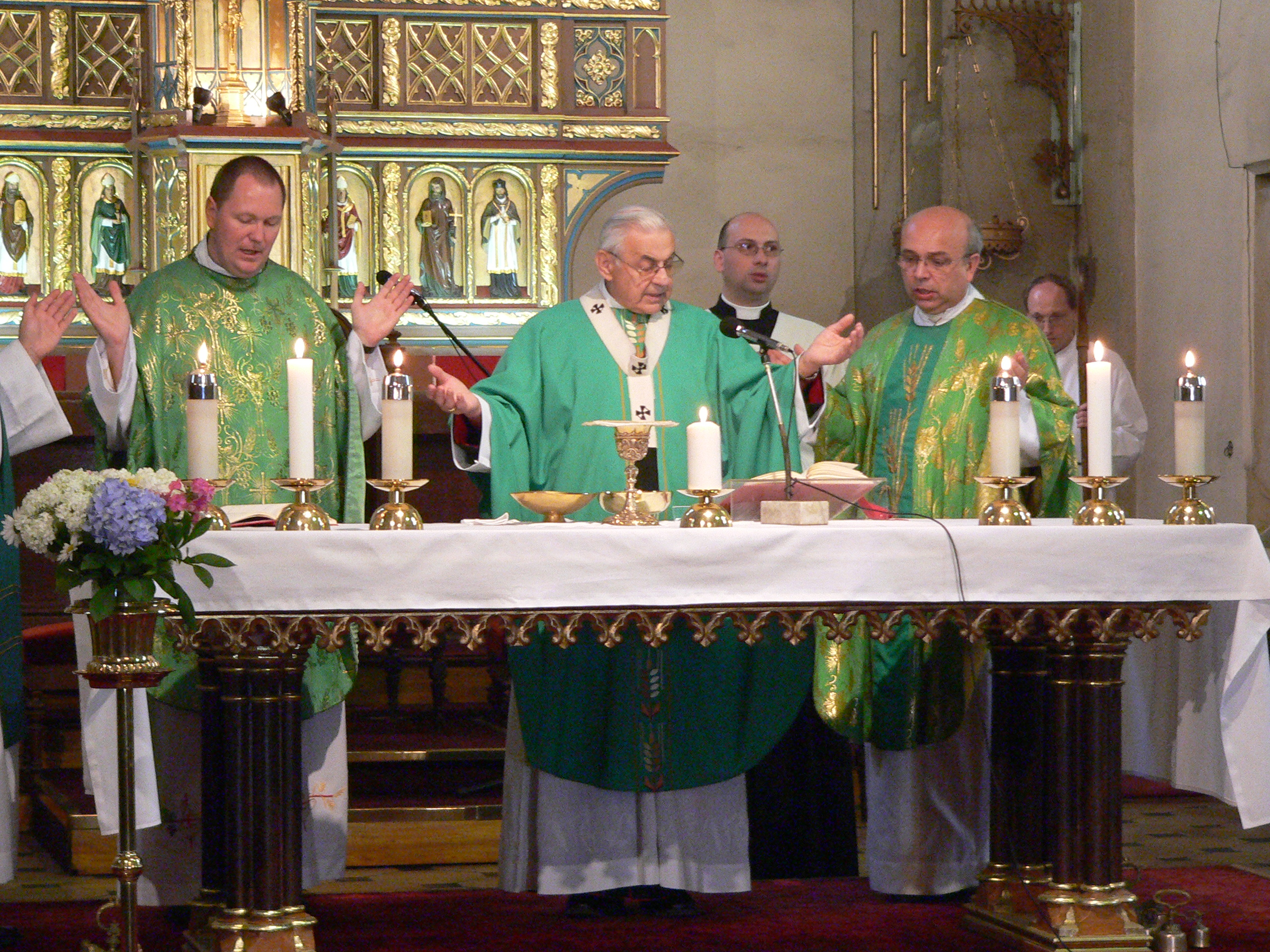
Une messe du temps ordinaire.

La liturgie utilise la couleur verte lors des célébrations du temps ordinaire, à l'exception de certains jours de fête particuliers. On met ainsi des habits blancs pour un certain nombre de dimanches à date mobile :
- la fête de la Trinité, 1er dimanche après Pentecôte ;
- la fête du Saint Sacrement, dite Fête-Dieu, 2e dimanche après Pentecôte ;
- la fête du Christ-Roi, 34e et dernier dimanche du temps ordinaire.

D'autres fêtes ont lieu à date fixe et sont célébrées en blanc :
la Présentation de Jésus au Temple (dite fête de la Chandeleur), l'Assomption de Marie, la fête de Toussaint.
Le rouge est utilisé pour la fête de l'Exaltation de la Sainte-Croix, les fêtes des Apôtres et évangélistes, et aux fêtes des saints martyrs. La commémoration de tous les fidèles défunts a lieu en violet ou en noir.

## Lectures du temps ordinaire
Dans le lectionnaire utilisé par l'Église catholique romaine depuis 1970, lors des "temps forts" de l'année, les lectures sont choisies de façon thématique, pour se rapprocher du temps liturgique. 
Au contraire, pendant le temps ordinaire, on procède à des lectures continues. Ainsi, pour la messe dominicale, l'Évangile du jour, lors des années A,B,C, est respectivement tiré de l'Évangile selon Matthieu, Marc (avec également une part tirée de l'Évangile selon Jean) ou Luc. L'Épître (ou deuxième lecture) permet également une lecture continue des lettres de Saint-Paul :
- année A : 1re lettre aux Corinthiens, lettre aux Romains, aux Philippiens, 1re lettre aux Thessaloniciens ;
- année B : 1re et 2e lettres aux Corinthiens, lettre aux Éphésiens, Épître de Jacques, lettre aux Hébreux ;
- année C : 1re lettre aux Corinthiens et lettre aux Galates, aux Colossiens, aux Hébreux, à Philémon et à Timothée, 2e lettre aux Thessaloniciens[2].

Ces deux lectures continues, Évangile et Épître, se poursuivent indépendamment l'une de l'autre. En revanche, le texte de la première lecture, issu de l'Ancien Testament, est en général lié à l'Évangile du jour.
En outre, lors des messes de semaine du temps ordinaire, on procède également à une lecture continue de l'ensemble des Évangiles, selon le cycle suivant :
- semaines 1 à 9 : Marc,
- semaines 10 à 21 : Matthieu,
- semaines 22 à 34 : Luc,

l'Évangile de Jean étant lu lors des temps liturgiques particuliers.